# Asa N.º 80 da RAAF
A Asa N.º 80 foi uma formação da Real Força Aérea Australiana (RAAF) durante a Segunda Guerra Mundial. A unidade foi formada no dia 15 de Maio de 1944 e foi constituída por três esquadrões equipados com aviões de caça Supermarine Spitfire. No dia 30 de Julho de 1945 o quartel-general da asa foi absorvido pelo recém-formado Grupo N.º 11 da RAAF.